# Daneborg
Ne doit pas être confondu avec Danebrog.
Daneborg est une station située sur la côte sud de la péninsule de Wollaston Foreland, au nord-est du Groenland et à l'embouchure du Young Sund qui se jette dans la mer du Groenland. Daneborg est le quartier-général de la patrouille Sirius qui a pour fonction de patrouiller sur le littoral du parc national du Nord-Est du Groenland, qui constitue le plus grand parc national au monde. Le nombre de personnes habitant la station varie fortement entre l'hiver et l'été mais elle est la plus peuplée des stations du parc avec douze hommes l'hiver.
Originellement, la patrouille Sirius avait son quartier-général à Eskimonæs, situé à 27 kilomètres au sud-ouest de Daneborg, sur la côte sud de l'île Clavering, qui était aussi l'emplacement d'un campement inuit. Toutefois, cette position fut détruite par les Allemands lors de la Seconde Guerre mondiale, le 13 mars 1943.
C'est à l'été 1944 qu'est créée la station de Daneborg sous le commandement du capitaine Cutter Storis de l'US Coast Guard. Elle est située près de la station de Sandodden et constitue une station météorologique américaine habitée par six hommes. À la fin de la guerre, la station est récupérée par la patrouille Sirius qui en fait son quartier-général. Une partie de la station a été construite grâce à des matériaux provenant de la station météorologique allemand Lille Koldeway, située plus au nord et qui fut établie grâce à l'opération Edelweiß II. 